# Kimera
 (février 2008).
Si vous disposez d'ouvrages ou d'articles de référence ou si vous connaissez des sites web de qualité traitant du thème abordé ici, merci de compléter l'article en donnant les références utiles à sa vérifiabilité et en les liant à la section « Notes et références ».
Kimera, de son vrai nom Kim Hong Hee (김홍히), née le 10 janvier 1954 à Daegu (Taegu), en Corée du Sud, est une artiste lyrique. Dès le début de sa carrière, elle s'est présentée comme princesse, descendante de la dynastie de Silla, qui régna près de 1 000 ans.

## Jeunesse en Corée
À 12 ans, Kimera chante en soliste au National Metropolitan Choir et apparaît régulièrement dans les différents programmes de KBS (Korean Broadcasting System). Cependant, son père Daishik Kim, un industriel très conservateur se montre réfractaire à la carrière artistique de sa fille.
À 20 ans, Kimera obtient une licence en littérature française à l'université Sung Sin de Séoul ; après avoir beaucoup hésité, son père accepte que sa fille parte achever ses études en France à la Sorbonne car il souhaite en faire un professeur de lettres.

## Arrivée en France
En France, Kimera poursuit ses études de littérature française à la Sorbonne (où elle obtient une maîtrise) et en cachette de son père, suit des cours d'art lyrique à l'École normale de musique de Paris. Elle a pour professeur Mady Mesplé.
En juin 1984, elle obtient, par vote unanime du jury, le Diplôme Supérieur d'Art Lyrique à Paris. Mais si l'opéra la fascine, elle est aussi séduite par la musique moderne et les nouvelles technologies dans le domaine musical.
Le docteur Abitbol, orthophoniste spécialiste des voix, déclare que les cordes vocales de Kimera sont uniques au monde car elles lui permettent de produire, pratiquement sans effort, une gamme de quatre octaves. Kimera peut ainsi chanter sur plusieurs répertoires, de Carmen (contralto) à la Reine de la Nuit (soprano coloratura).[réf. nécessaire]
À cette période, elle sait déjà qu'elle ne sera plus enseignante, mais chanteuse.
Au cours d'un dîner d'affaires où elle sert d'interprète, elle rencontre Raymond Nakachian, un riche industriel libanais de 26 ans son aîné et frère de René Nakachian (ou Naccachian), inventeur de la Méthode Acmos (SBJ International - Paris). Cette union se fait contre l'avis de sa famille, traditionaliste. Kimera l'épouse et le couple s'installe quelque temps à Las Vegas puis se fixe à Estepona, un village à quelques kilomètres de Marbella, sur la Costa del Sol.

## Carrière
Kimera a voulu concilier l'opéra et la musique moderne, ses deux passions. En décembre 1984, avec l'aide de son mari et de John Fiddy, elle crée le groupe Kimera and the Operaiders et enregistre son premier album avec le  London Symphony Orchestra. Son pseudonyme est la contraction de Kim, et Opéra. Lost O?éra est une compilation des plus grands airs d'opéra, accompagnés de batteries, synthétiseurs. Elle remplace le « P » de opéra par un « ? » afin de marquer sa distance vis-à-vis de l'opéra traditionnel. La chanteuse se fait aussi et surtout remarquer par des tenues (créées par sa sœur An Woo Kim, styliste) et un maquillage inspiré des maquillages traditionnels coréens et qui devient sa « carte de visite ». Lost O?éra, unanimement critiqué par tous les professionnels de la musique classique[réf. nécessaire], se vend à 3,5 millions d'exemplaires dans les cinq continents. Le second album, O?éra Express, qui sort l'année suivante, repose sur le même principe de métissage musical et connaît un succès identique au premier.
À chacune de ses apparitions, elle est accompagnée de danseurs et joue avec les chorégraphies, lumières et effets pyrotechniques. Kimera définit elle-même son style musical de Rock-Opéra, ou encore de Popera, contraction de Pop et Opéra.
C'est Guy Lux, le premier qui l'invitera dans ses émissions et la fera ainsi connaître en France.

## Enlèvement de Mélodie
De son mariage avec Raymond Nakachian, Kimera a deux enfants, Mélodie en 1982 et Amir en 1984. De nombreux « journaux people » consacrent des articles à cette famille milliardaire qui affiche un train de vie particulièrement luxueux. Nakachian a offert à sa femme une villa en marbre blanc surnommée Villa Mélodie ; construite sur 5 hectares de parc avec héliport, lac artificiel et piscines, elle compte une trentaine de pièces et devient le rendez-vous de la jet-set internationale. À quelques pas de la villa, le yacht de famille est amarré à Puerto Banus, le « port des milliardaires ».
Cette publicité est peut-être une des raisons d'un fait divers qui frappe brutalement la famille. Le 9 novembre 1987, deux hommes armés prennent en embuscade la voiture qui conduit Mélodie à l'école. La fillette est arrachée du véhicule et enlevée contre une demande de rançon de 13 millions de dollars. La fillette est libérée par la police espagnole et finalement retrouvée saine et sauve après 11 jours de détention. Plusieurs ravisseurs sont arrêtés à cette occasion. Cet événement fera la une des journaux en Europe pendant plusieurs semaines. La police française mettra finalement la main sur douze membres du grand banditisme français responsables du rapt, seuls Alain Coelier et Jean-Louis Camerini échapperont à l'arrestation. Le 5 août 1988 ils seront finalement interpellés à Barcelone, Alain Coelier sera condamné à 10 ans de prison.

## Les grandes années
En 1988, Kimera devient l'ambassadrice de la Corée du Sud dans le monde en donnant un concert lors de l'ouverture des JO d'été de Séoul. Elle est pendant plusieurs mois la marraine d'Intercontinent, une émission de Guy Lux, dont elle interprète le générique.
En 1991, elle interprète le Boléro de Ravel en Russie avec les ballets du Bolchoï et aura un succès immédiat dans ce pays. Elle donne aussi un concert à l'Escurial en Espagne. Les recettes de ses récitals sont toujours destinées à des œuvres humanitaires
Au cours de sa carrière, Kimera a eu pour dessein de faire connaître l'opéra à des personnes qui n'y seraient pas allées spontanément. Elle a été critiquée par les spécialistes de la musique classique, opposés à ce type de vulgarisation, qui la comparaient à Richard Clayderman, Thierry Mutin ou Rondo Veneziano, très en vogue à la même époque. Populaire dans les années 1980, Kimera s'est fait connaître dans le monde entier, mais c'est surtout en Espagne, son pays d'accueil, que son succès s'est établi. Mais après l'enlèvement de sa fille, elle a peu à peu raréfié ses apparitions et a finalement interrompu sa carrière internationale, se consacrant seulement à des galas de charité.

## Une chanteuse mystique et multiculturelle
Kimera parle le coréen, le japonais, l'anglais, le français et l'espagnol. Elle joue du piano et de la guitare et avoue être fascinée par les sciences occultes comme l'astrologie et radiesthésie ; elle a d'ailleurs fait appel a de nombreux occultistes lors de la séquestration de sa fille. Née dans une famille bouddhiste, elle est devenue catholique durant son enfance pour chanter dans les églises, puis a étudié l'Islam après avoir vécu quelque temps en Arabie saoudite ; de ces différentes analyses, elle se dit aujourd'hui très croyante, sans pour autant appartenir à une religion institutionnelle précise, même si le christianisme semble très présent dans son répertoire. Kimera est végétarienne et répugne à l'idée de tuer des animaux ; elle a déclaré à des journalistes qu'elle ne pouvait se résoudre à tuer les fourmis qui envahissaient sa salle de bain. Elle est aussi adepte de la médecine douce.
Après l'enlèvement de Mélodie, elle a fondé la Fondation Mélodie qui a pour but de combattre les violences commises envers les enfants du monde entier.

## Actualités
En 2007, à la demande de ses anciens fans, elle crée un site internet où on peut redécouvrir ses chansons, et en écouter des inédites.
En décembre 2007, elle sort son nouvel album, Caruso.
En février 2008, elle participe au défilé de mode du couturier Lee Sang-bong où elle chante Caruso.
En octobre 2008, elle est nommée "Ambassadrice de bonne volonté" des Coréens d'outremer. À cette occasion, elle retourne en Corée après 20 ans d'absence et donne un concert pour présenter son nouvel album,.

## Discographie
- Albums originaux -
- 1985 : The Lost O?era (Operatheque n° 1)- Pot-pourri des airs d'opéras les plus célèbres, avec le London Symphony Orchestra
- 1986 : O?era Express (Operatheque n° 2)- Pot-pourri des airs d'opéras les plus célèbres, avec le London Symphony Orchestra
- 1986 : Marching Forever - Les hymnes internationaux célèbres, avec le Brooklyn Philharmonic Symphony Orchestra
- 1988 : Spanish house - Pot-pourri de reprises de chansons espagnoles, et sept chansons de variété écrites pour elle.
- 1989 : Kimera chante Noël / Kimera canta a la Navidad / Kimera's Christmas Melodies - Chansons de Noël (Minuit chrétien, Ave Maria, Silent Night…)
- 2009 : With Love, Caruso - Reprise de quelques thèmes classiques et des inédits (Sortie 8 janvier, 2009 en digital version uniquement iTunes)

- Rééditions et compilations -
- 1984 : Operatheque (Meloam publishing) (The Lost O?era)
- 1985 : Hits On Opera - avec le London Symphony Orchestra (The Lost O?era)
- 1986 : Gracias España
- 1991 : Classic All Stars - Répertoire de thèmes classiques réorchestrés (Marche Turque…)
- 1991 : The Best Of Kimera "The Lost Opera"

## Singles
- 1984 : The Lost O?era - avec le London Symphony Orchestra
- 1985 : O?era Express - avec le London Symphony Orchestra
- 1986 : Lonely People
- 1986 : Marching Forever - avec le Brooklyn Philharmonic Symphony Orchestra
- 1988 : Spanish House - Airs du folklore Espagnol et chansons de différents auteurs (Michael Cruz, Guy Lux, …)
- 1987 : Femme Sauvage
- 1987 : Mother
- 1994 : At Maiora

## Vidéographie
- 1987 : Kimera en Concert - Lost Opera Express - Vidéo du concert à Séoul.